# Bugie rosse
Bugie rosse è un film thriller del 1994, scritto e diretto da Pierfrancesco Campanella.

## Trama
Una serie di efferati delitti vengono commessi negli ambienti torbidi di una grande città, ad opera di uno spietato serial killer. Marco Antonelli è un cronista televisivo, incaricato dalla sua redazione di realizzare uno scomodo reportage su quel caso che sta terrorizzando tutti. Comincia così a frequentare, per motivi di lavoro, un mondo a lui sconosciuto, venendo a contatto con realtà sconvolgenti. Mentre il rapporto con la bellissima moglie Adria comincia a intiepidirsi, di pari passo aumenta l'affetto per Andrea, un ragazzo di vita che lo aiuta nell'inchiesta giornalistica.
Contemporaneamente Marco torna a frequentare un suo amico di infanzia, Roberto Pieracciani, il magistrato titolare della delicata indagine. Dopo diversi colpi di scena arriva all'individuazione dell'assassino, ma la sua vita non sarà più la stessa, avendo egli nel frattempo scoperto lati oscuri del proprio inconscio, fino a quel momento rimossi per ipocrisia e falso moralismo.

## Distribuzione
Il film è stato distribuito nelle sale italiane dalla Warner Bros. In seguito è stato pubblicato in videocassetta da Medusa Video e successivamente in DVD dalla CVC.
Il film è stato distribuito nelle sale in molti paesi europei e negli Stati Uniti col titolo The Final Scoop, mentre in Sudamerica è diventato Submundo da paixao.